# JBL2 2010-11
JBL2 2010-11は、2010年10月9日から2011年3月まで、日本各地で行われたバスケットボールリーグである。

## 参加チーム
- 日立電線ブルドッグス
- TGI D-RISE（新規参戦）
- 黒田電気ブリット・スピリッツ
- ビッグブルー東京
- 石川ブルースパークス
- アイシン・エィ・ダブリュ アレイオンズ安城
- 豊田合成スコーピオンズ
- 豊田通商ファイティングイーグルス
- レノヴァ鹿児島

## 試合方式

### レギュラーシーズン
- 9チームによる3回戦総当たりリーグ戦を戦う。
- 1月は全日本総合バスケットボール選手権大会による中断を経て、15日に再開される。
- 上位4チームがプレーオフに進出する。

### プレーオフ
- レギュラーシーズン1位と4位、2位と3位の組み合わせでそれぞれ一発勝負のセミファイナル、ファイナルを戦う。3位決定戦も行う。プレーオフは小牧市のパークアリーナ小牧で開催。

## 結果

### レギュラーシーズン順位
| 順位 | チーム名                                 | 成績     | 勝率  |
| ---- | ---------------------------------------- | -------- | ----- |
| 1    | 豊田通商ファイティングイーグルス         | 22勝0敗  | 1.000 |
| 2    | アイシン・エィ・ダブリュアレイオンズ安城 | 16勝7敗  | .696  |
| 3    | TGI・Dライズ                             | 12勝10敗 | .545  |
| 4    | レノヴァ鹿児島                           | 11勝12敗 | .478  |
| 5    | 石川ブルースパークス                     | 11勝12敗 | .478  |
| 6    | 日立電線ブルドッグス                     | 9勝13敗  | .409  |
| 7    | 豊田合成スコーピオンズ                   | 8勝14敗  | .364  |
| 8    | 黒田電気ブリットスピリッツ               | 8勝15敗  | .348  |
| 9    | ビッグブルー東京                         | 4勝18敗  | .182  |

### プレーオフ
- プレーオフ・セミファイナルは3月26日、ファイナルは3月27日に開催予定であったが、3月11日に発生した東北地方太平洋沖地震の影響を受け中止となった。

### 最終順位
| 順位 | チーム名                                 |
| ---- | ---------------------------------------- |
| 1    | 豊田通商ファイティングイーグルス         |
| 2    | アイシン・エィ・ダブリュアレイオンズ安城 |
| 3    | TGI・Dライズ                             |
| 4    | レノヴァ鹿児島                           |
| 5    | 石川ブルースパークス                     |
| 6    | 日立電線ブルドッグス                     |
| 7    | 豊田合成スコーピオンズ                   |
| 8    | 黒田電気ブリットスピリッツ               |
| 9    | ビッグブルー東京                         |

## JBL2アウォード
| 部門                       | 受賞者   | チーム   |
| -------------------------- | -------- | -------- |
| MVP                        | 宮崎恭行 | 豊田通商 |
| ルーキー・オブ・ザ・イヤー | 神津祥平 | 豊田通商 |
| コーチ・オブ・ザ・イヤー   | 渡邊竜二 | 豊田通商 |

### ベスト5
| P   | 受賞者   | チーム     |
| --- | -------- | ---------- |
| G   | 並里祐   | レノヴァ   |
| G/F | 宮崎恭行 | 豊田通商   |
| F   | 鈴木鉄夫 | アイシンAW |
| F/C | 神津祥平 | 豊田通商   |
| C   | 劉衡     | Dライズ    |

### リーダーズ
| 部門               | 受賞者                 | チーム   | 記録    |
| ------------------ | ---------------------- | -------- | ------- |
| 得点               | 大原健                 | 豊田合成 | 21.05点 |
| アシスト           | 並里祐                 | レノヴァ | 4.48本  |
| リバウンド         | 劉衡                   | Dライズ  | 10.64本 |
| 野投成功率         | ライアン・ウィリアムス | 豊田通商 | 60.12%  |
| フリースロー成功率 | 宮崎恭行               | 豊田通商 | 81.31%  |
| 3P成功率           | 尾﨑宏次               | 日立電線 | 35.42%  |
| スティール         | 大原健                 | 豊田合成 | 3.05本  |
| ブロックショット   | クリス・ブラウン       | レノヴァ | 2.57本  |

## 備考
- 3月11日に発生した東北地方太平洋沖地震のため、日本バスケットボールリーグ2部機構は3月15日に以降の公式試合全日程の中止を決定した[1]。

## 参照
1. ↑  “「東北地方太平洋沖地震」発生に伴う今後のJBL2公式試合開催について”. (2011年3月15日) 2011年3月15日閲覧。